# Gianluca Buratto
Gianluca Buratto (geboren in Cernusco sul Naviglio) ist ein italienischer Opernsänger (Bass).

## Leben
Buratto studierte zunächst Saxophon und Klarinette, ehe er am Konservatorium „Giuseppe Verdi“ in Mailand ein Gesangsstudium absolvierte. Er gewann den Internationalen Gesangswettbewerb Ferruccio Tagliavini in Deutschlandsberg und den Rotary Preis für vokale Kammermusik in Mailand. Er tritt regelmäßig mit dem Claudio Monteverdi Chor Crema unter Bruno Gini auf, der sich dem polyphonen Repertoire des 17. und 18. Jahrhunderts widmet und Werke von Bach, Buxtehude, Campion, Cornelius, Haydn und Rossi aufführt.
Auf der Opernbühne debütierte Buratto 2009 in der Uraufführung von Solbiatis Il carro e i canti am Teatro Verdi in Triest. Es folgten kleinere Rollen in Strawinskis Pulcinella, Cestis Le disgrazie d'amore, Donizettis Maria Stuarda, Mercadantes Virginia und Puccinis La Bohème beim Wexford Opera Festival und am Teatro La Fenice in Venedig, Ambrosinis Uraufführung Il Killer di parole, der Arzt im Macbeth unter Riccardo Muti bei den Salzburger Festspielen 2011, am Teatro alla Scala in Mailand sowie in Rom und Chicago, I due Foscari in Valencia, Le nozze di Figaro in Barcelona sowie Giulio Cesare in Egitto mit Il complesso barocco (auch als CD).
Im Konzertsaal trat Buratto mit dem Bach Consort Wien unter Rubén Dubrovsky im Wiener Musikverein und beim Psalmfestival in Graz auf, übernahm die Bass-Soli in Bachs H-Moll-Messe mit Jordi Savall in Madrid und Barcelona, in La Betulia liberata mit Riccardo Muti in Salzburg und Ravenna, sowie in Mozarts Großer Messe in c-Moll an der Accademia Nazionale di Santa Cecilia in Rom unter Kent Nagano. Im Theater an der Wien war er in drei konzertanten Händel-Produktionen zu hören: 2011 als Meraspe in Giulio Cesare in Egitto, 2013 als Argante in Rinaldo und 2014 als Meraspe in Admeto, re di Tessaglia. 2016 war er bei den Bregenzer Festspielen in Amleto als Geist und als Priester zu sehen.